# Scapheremaeus longilamellatus
Scapheremaeus longilamellatus är en kvalsterart som beskrevs av Sandór Mahunka 1985. Scapheremaeus longilamellatus ingår i släktet Scapheremaeus och familjen Cymbaeremaeidae. Inga underarter finns listade i Catalogue of Life.